# Francis Ford
Ne doit pas être confondu avec Francis Ford Coppola.
Pour les articles homonymes, voir Ford (homonymie) et Feeney.
Frank Feeney, dit Francis Ford, né le 14 août 1881 à Cape Elizabeth près de Portland (Maine) et mort le 5 septembre 1953 à Los Angeles (Californie), est un acteur, scénariste et réalisateur américain. Il est le frère ainé du réalisateur John Ford.
Ayant connu une ascension rapide aux premiers temps de l'industrie du cinéma, il a vu sa carrière décliner au moment de l'essor de celle de son frère qu'il a fait débuter. Sa filmographie compte près de 200 films comme réalisateur et près de 500 films comme acteur.

## Biographie
Frère aîné (de douze ans) du réalisateur John Ford, Francis Ford s'engage en 1898 dans l'armée pour combattre pendant la guerre hispano-américaine, mais il est renvoyé lorsque les autorités découvrent qu’il n'a que dix-sept ans. Après un bref mariage avec Dell Cole (dont il a un fils, Philip Ford [1900-1976], qui suivra l'exemple familial et deviendra également acteur et réalisateur), il vit en effectuant des petits boulots, travaille dans un cirque, puis devient acteur de théâtre où il rencontre sa seconde épouse, l'actrice Elsie Van Name.
En 1909, il débute au cinéma dans des petits rôles et est souvent chargé des accessoires, des costumes, du choix des décors. Devenu rapidement une vedette sur les écrans, il réalise à partir de 1910 les films (serials, westerns, films d'aventure…) produits par Gaston Méliès puis par Thomas H. Ince, dans lesquels il joue également. Séparé de son épouse Elsie, il est alors le compagnon de sa partenaire, l'actrice Grace Cunard qui est aussi sa coscénariste. Il interprète à plusieurs reprises le rôle du président Lincoln (notamment dans The Great Sacrifice, From Rail-Splitter to President, The Toll of War en 1913) et projette de réaliser un film en douze épisodes sur la vie d'Abraham Lincoln, mais ce projet ne se concrétise pas ; il incarne le général Custer (Custer's Last Fight, 1912) ou Sherlock Holmes (A Study in Scarlet, 1914). Il signe un contrat avec la Compagnie Universal en 1913 et, en 1914, il engage son frère Jack (le futur John Ford) qui devient accessoiriste, acteur, assistant ou encore cascadeur sur la plupart de ses films, avant d'être à son tour réalisateur à partir de 1917.
Francis Ford quitte Universal en 1917, se sépare de Grace Cunard et fonde une compagnie indépendante, pour laquelle sa femme Elsie est actrice et scénariste ; l’échec de cette compagnie met un terme définitif à leur mariage. Sa carrière décline, il continue de réaliser sans grand succès quelques films jusqu'à la fin du muet, puis redevient uniquement acteur, notamment dans plusieurs des films de son frère devenu célèbre, dont Vers sa destinée (1939) et L'Homme tranquille (1952). Comme son frère John - qui lui confie souvent des rôles d'ivrogne, il souffre d'alcoolisme. En 1935, il se remarie avec Mary Anderson. Il tente en 1943 de s'engager dans l’armée américaine mais n'est pas retenu en raison de son âge (65 ans). Atteint d'un cancer, il meurt en 1953 malgré une opération à la gorge.
En 2025, une copie de son film The Heart of Lincoln est retrouvée dans un dépôt de la Historic Films Archive de Long Island, alors qu'il était considéré comme perdu par la Bibliothèque du Congrès.

## Filmographie partielle

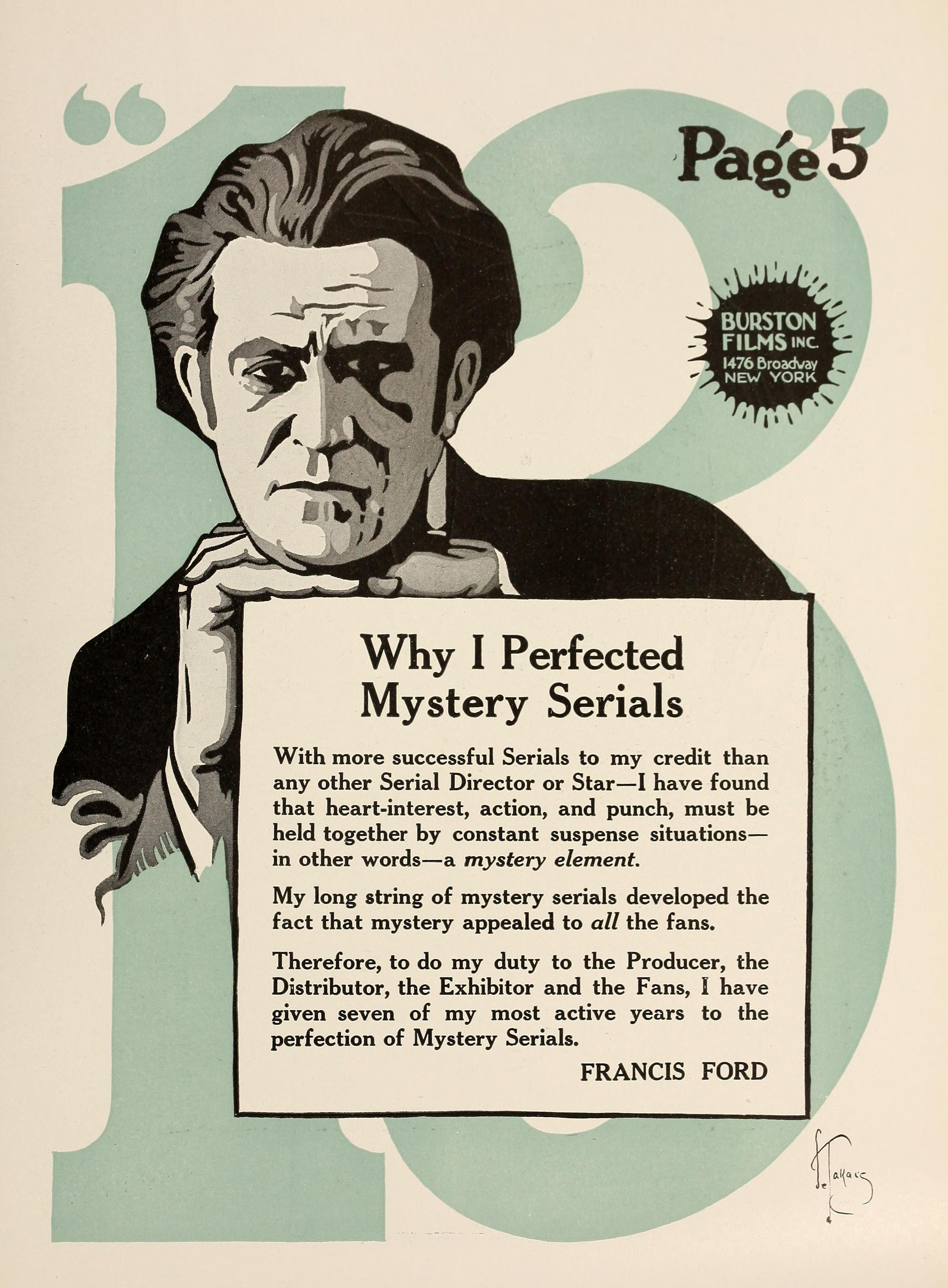
Publicité pour The Mystery of 13.

### Comme réalisateur
- 1912 : Memories of a Pioneer
- 1912 : The Colonel's Peril (coréalisateur : Thomas H. Ince)
- 1912 : The Hidden Trail
- 1912 : His Better Self (coréalisateur : Fred J. Balshofer)
- 1912 : For the Cause (coréalisateur : Thomas H. Ince)
- 1912 : The Dead Pay
- 1912 : The Post Telegrapher (coréalisateur : Thomas H. Ince)
- 1913 : The Light in the Window
- 1914 : The Adventures of Shorty
- 1917 : John Ermine of Yellowstone
- 1917 : The Avenging Trail (en)
- 1920 : Thunderbolt Jack (en) (serial, 10 épisodes) - coréalisateur : Murdock MacQuarrie
- 1924 : Lash of the Whip (en)
- 1925 : Perils of the Wild (en)
- 1926 : The Winking Idol (en)

### Comme réalisateur et acteur
- 1910 : Under the Stars and Bars
- 1912 : The Bandit's Gratitude
- 1912 : An Old Tune
- 1912 : The Fugitive
- 1912 : Sundered Ties
- 1912 : On the Firing Line

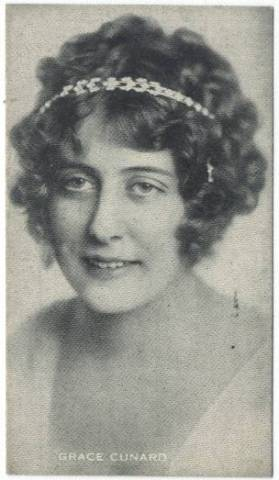
L'actrice Grace Cunard, partenaire et compagne de Francis Ford.

- 1912 : The Frontier Child : John Adams, trappeur
- 1912 : Le Dernier combat du lieutenant (Custer's Last Fight) : général George Custer
- 1912 : How Shorty Kept His Word
- 1912 : The Army Surgeon
- 1912 : The Ball Player and the Bandit : un supporter de baseball
- 1912 : The Invaders (non crédité comme réalisateur)
- 1913 : When Lincoln Paid : Abraham Lincoln
- 1913 : Le Fils favori (The Favorite Son) (court métrage)
- 1913 : The Coward's Atonement
- 1913 : The Telltale Hatband (court métrage) : Jim
- 1913 : His Brother (court métrage)
- 1913 : The Battle of Bull Run : Abraham Lincoln
- 1913 : A Frontier Wife (court métrage) : Ford, le garde-chasse
- 1913 : Texas Kelly at Bay (court métrage)
- 1913 : The Half Breed Parson (court métrage)
- 1913 : Taps (court métrage)
- 1913 : The Darling of the Regiment (court métrage)
- 1913 : War (court métrage)
- 1913 : The Stars and Stripes Forever (court métrage) : Sepulveda
- 1913 : The Battle of San Juan Hill (court métrage) : Simmons
- 1913 : The Toll of War (court métrage) : Abraham Lincoln
- 1913 : The Battle of Manilla (court métrage)
- 1913 : An Orphan of War (court métrage) : John Waldron
- 1913 : A Cow-Town Reformation (court métrage)
- 1913 : Captain Billie's Mate (court métrage)
- 1913 : The She Wolf (court métrage) : Fred, le mari
- 1913 : The Black Masks (court métrage), coréalisation Grace Cunard : Fred Francis (+ coscénariste et producteur)
- 1913 : From Dawn Till Dark (court métrage) : le trappeur
- 1913 : The Madonna of the Slums (court métrage) : Paul
- 1913 : Wynona's Vengeance (court métrage) : colonel Feeney
- 1913 : The White Vaquero (court métrage)
- 1913 : From Rail-Splitter to President : Abraham Lincoln
- 1914 : A Wartime Reformation (court métrage) : Dave Hart
- 1914 : An Unsigned Agreement (court métrage)
- 1914 : The Mad Hermit (court métrage)
- 1914 : In the Fall of '64 (court métrage)
- 1914 : A Bride of Mystery (court métrage)
- 1914 : The Twin's Double, coréalisation : Grace Cunard (court métrage) : Phil Kelly
- 1914 : The Mysterious Leopard Lady (court métrage) : Phil Kelly
- 1914 : Washington at Valley Forge (court métrage) : l'espion (+ coscénariste)
- 1914 : The Mystery of the White Car (court métrage) : Phil Kelly
- 1914 : Lucille Love: The Girl of Mystery (serial, 15 épisodes) : Hugo / Loubeque
- 1914 : The Tangle (court métrage)
- 1914 : The Man of her Choice (court métrage)
- 1914 : The Return of Twin's Double (court métrage)
- 1914 : Be Neutral (court métrage)
- 1914 : The Mysterious Hand (court métrage)
- 1914 : The Phantom Violin (court métrage) : Ellis
- 1914 : The Mysterious Rose (court métrage) : Phil Kelly
- 1914 : The District Attorney's Brother (court métrage)
- 1914 : The Ghost of Smiling Jim (court métrage)
- 1914 : The Call of the Waves (court métrage)
- 1914 : A Study in Scarlet : Sherlock Holmes
- 1915 : The Mystery of the Throne Room (court métrage)
- 1915 : Smuggler's Island (court métrage)
- 1915 : Old Peg Leg's Will (court métrage)
- 1915 : The Madcap Queen of Gredshoffen (court métrage)
- 1915 : The Girl of the Secret Service (court métrage)
- 1915 : The Heart of Lincoln (court métrage) : Abraham Lincoln
- 1915 : Three Bad Men and a Girl (court métrage) : Joe
- 1915 : The Curse of the Desert (court métrage)
- 1915 : The Hidden City (court métrage) : lieutenant Johns
- 1915 : And They Called Him Hero (court métrage) : Jim
- 1915 : One Kind of Friend (court métrage) : Bill Westcott
- 1915 : The Broken Coin (serial, 22 épisodes) : le comte Frédéric
- 1915 : The Campbells Are Coming (court métrage) : Nana Sahib
- 1916 : The Strong Arm Squad (court métrage)
- 1916 : The Phantom Island (court métrage)
- 1916 : His Majesty Dick Turpin (court métrage) : Dick Turpin
- 1916 : The Dumb Bandit (court métrage)
- 1916 : Born of the People, coréalisation Grace Cunard (court métrage)
- 1916 : The Madcap Queen of Crona (court métrage)
- 1916 : Lady Raffles returns, coréalisation Grace Cunard (court métrage)
- 1916 : Her Sister's Sin (court métrage)
- 1916 : Behind the Mask (court métrage) : prince Frédéric alias Dick Turpin
- 1916 : The Sham Reality (court métrage)
- 1916 : The Unexpected (court métrage)
- 1916 : The Adventures of Peg o' the Ring (serial, 15 épisodes), coréalisation Jacques Jaccard : Dr Lund junior
- 1916 : Brennon o' the Moor (court métrage)
- 1916 : The Princely Bandit (court métrage)
- 1916 : The Bandit's Wager (court métrage)
- 1916 : The Powder Trail (court métrage)
- 1916 : The Heroine of San Juan (court métrage)
- 1916 : The Purple Mask, coréalisation Grace Cunard (serial, 16 épisodes) : Phil Kelly / le Sphinx (+ coscénariste)
- 1917 : The Little Rebel's Sacrifice (court métrage)
- 1917 : The Rebel's Net (court métrage)
- 1917 : The Terrors of War, coréalisation Grace Cunard (court métrage) (+ coscénariste)
- 1917 : True to Their Colors, coréalisation Grace Cunard (court métrage) (+ coscénariste)
- 1917 : The Puzzle Woman (court métrage)
- 1917 : In Treason's Grasp
- 1918 : The Craving (+ scénario) - coréalisateur : John Ford
- 1918 : The Silent Mystery (serial, 15 épisodes) : Phil Kelly
- 1919 : The Mystery of 13 (serial, 15 épisodes) : Phil Kelly / Jim Kelly
- 1921 : The Great Reward (en) (serial, 15 épisodes) (+ production)
- 1922 : Thundering Hoofs : Daddy Bill
- 1922 : They're Off : Colonel Blake
- 1922 : Storm Girl : Dr Blake
- 1923 : The Fighting Skipper (en) (serial, 15 épisodes)
- 1925 : The Four from Nowhere
- 1926 : Officer 444 (en) (serial, 10 épisodes) - coréalisateur : Ben F. Wilson

### Acteur
Production Gaston Méliès

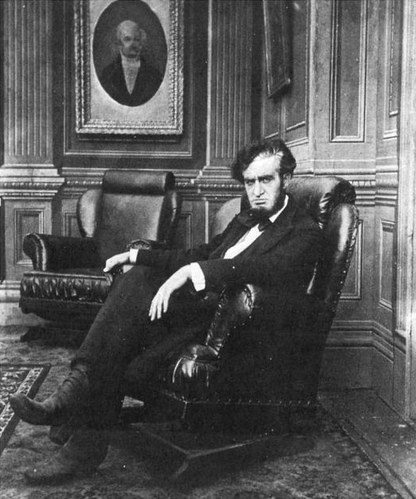
Francis Ford en 1912 dans un de ses rôles fétiches, celui d'Abraham Lincoln.

Note : selon SilentEra, production Gaston Méliès, réalisateur inconnu (sauf mention contraire) ; l’IMDB attribue à Georges Méliès la réalisation de tous ces films.
- 1909 : A Tumultuous Elopement
- 1909 : Cinderella Up-to-Date
- 1909 : For Sale: A Baby
- 1909 : For the Cause of Suffrage
- 1909 : Mrs. and Mr. Duff
- 1909 : Seein' Things
- 1909 : Fortune Favors the Brave
- 1909 : The Count's Wooing (à confirmer)
- 1909 :  The Hypnotist's Revenge
- 1911 : The Mission Waif de Robert Goodman et/ou Gaston Méliès
- 1911 : The Stolen Grey[6]
- 1911 : Tommy's Rocking Horse[6]
- 1911 : Right or Wrong[6]
- 1911 : Mexican as It Is Spoken[6]
- 1911 : The Ranchman's Debt of Honor[6]
- 1911 : The Immortal Alamo de William F. Haddock (en) : Navarre
- 1912 : The Ghost of Sulphur Mountain de Robert Goodman et/ou Gaston Méliès : Joe
- 1912 : The Prisoner's Story[6]

Production Thomas H. Ince
- 1911 : The Foreman's Courage de Thomas H. Ince
- 1911 : An Indian Martyr de Thomas H. Ince
- 1911 : Falsely Accused de Thomas H. Ince
- 1911 : Cowgirls' Pranks de Thomas H. Ince
- 1911 : Getting His Man de Thomas H. Ince
- 1911 : Bar Z's New Cook de Thomas H. Ince
- 1912 : His Double Life de Thomas H. Ince
- 1912 : The Crisis de Thomas H. Ince
- 1912 : The Deserter de Thomas H. Ince : le déserteur
- 1912 : Blazing the Trail de Thomas H. Ince : Blake
- 1912 : The Indian Massacre de Thomas H. Ince : le chef indien
- 1912 : The Gambler and the Girl de Thomas H. Ince
- 1912 : An Indian Legend de Charles Giblyn
- 1912 : His Squaw de Charles Giblyn
- 1912 : The Altar of Death de Thomas H. Ince (non confirmé)
- 1912 : On Secret Service de Walter Edwards : Abraham Lincoln
- 1912 : Broncho Bill's Love Affair de Thomas H. Ince
- 1912 : The Civilian de Thomas H. Ince
- 1912 : Chinese Smugglers de Thomas H. Ince
- 1912 : The Gambler's Heart de Thomas H. Ince
- 1912 : The Indian Maid's Elopement de Thomas H. Ince
- 1912 : The Laugh on Dad de Thomas H. Ince
- 1912 : For the Honor of the Tribe de Thomas H. Ince
- 1912 : The Run on the Bank de Thomas H. Ince
- 1912 : The Sub-Chief's Choice de Thomas H. Ince
- 1912 : Love and Jealousy de Thomas H. Ince
- 1912 : The Empty Water Keg de Thomas H. Ince
- 1912 : The Protection of the Cross de Thomas H. Ince
- 1912 : A Tenderfoot's Revenge de Thomas H. Ince
- 1912 : The Wild West Circus de Thomas H. Ince
- 1912 : The Ranch Girl's Love de Thomas H. Ince
- 1912 : Blood Will Tell de Thomas H. Ince
- 1912 : The Reckoning de Thomas H. Ince
- 1912 : The Deputy's Sweetheart de Thomas H. Ince
- 1912 : War on the Plains de Thomas H. Ince
- 1912 : The Battle of the Red Men de Thomas H. Ince
- 1912 : The Outcast de Thomas H. Ince
- 1912 : Le Désert (The Desert) de Thomas H. Ince
- 1912 : His Nemesis de Thomas H. Ince
- 1912 : A Soldier's Honor de Thomas H. Ince
- 1912 : The Reformed Outlaw de Thomas H. Ince
- 1912 : The Last Resource de Thomas H. Ince
- 1912 : The Lieutenant's Last Fight de Thomas H. Ince : Colonel Garvin
- 1912 : Snowball and His Pal de Thomas H. Ince
- 1912 : The Man They Scorned de Thomas H. Ince et Reginald Barker (non confirmé)
- 1912 : Quand Lee se rendra (When Lee Surrenders) de Thomas H. Ince
- 1912 : A Double Reward de Thomas H. Ince
- 1912 : The Law of the West de Thomas H. Ince

Kay-Bee Pictures et autres compagnies

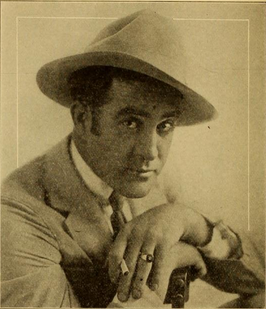
Francis Ford en 1917.

- 1913 : The Great Sacrifice de Raymond B. West : Abraham Lincoln
- 1913 : The Counterfeiter de William J. Bauman (court métrage)
- 1913 : The Pride of the South de Burton L. King (court métrage) : colonel William Mosby
- 1913 : With Lee in Virginia de William J. Bauman : Abraham Lincoln
- 1914 : How Green Saved His Mother-in-Law d'Allen Curtis (court métrage)
- 1914 : How Green Saved His Wife d'Allen Curtis (court métrage)
- 1915 : Nabbed (court métrage)
- 1916 : The Elusive Enemy de Grace Cunard (court métrage)
- 1921 : Action de John Ford : Sosa Water Manning
- 1922 : Le Forgeron du village (The Village Blacksmith) de John Ford : Asa Martin
- 1924 : Les Cœurs de chêne (Hearts of Oak) de John Ford
- 1925 : Soft Shoes de Lloyd Ingraham : Quid Mundy
- 1925 : Le Champion (The Fighting Heart) de John Ford
- 1927 : The Heart of Maryland de Lloyd Bacon : Jefferson Davis
- 1927 : Upstream de John Ford
- 1928 : The Chinatown Mystery de J. P. McGowan : le Sphinx (+ scénariste)
- 1928 : La Piste de 98 (The Trail of '98) de Clarence Brown
- 1929 : La Garde noire (The Black Watch) de John Ford : Major MacGregor
- 1930 : The Jade Box de Ray Taylor : Martin Morgan
- 1931 : Frankenstein de James Whale : Hans (non crédité)
- 1931 : Battling with Buffalo Bill de Ray Taylor (serial) : Jim Rodney
- 1931 : Resurrection (film, 1931) (non crédité)
- 1932 : Scarface de Howard Hawks
- 1932 : Tête brûlée (Airmail) de John Ford
- 1932 : Heroes of the West (en) (serial, 12 épisodes) de Ray Taylor : le capitaine de la cavalerie
- 1932 : The Jungle Mystery (en) (serial, 12 épisodes) de Ray Taylor
- 1932 : Destry Rides Again (en) de Benjamin Stoloff : Judd Ogden
- 1932 : The Lost Special (en) (serial, 12 épisodes) d'Henry MacRae : Potter Hood
- 1933 : Doctor Bull de John Ford : M. Herring (non crédité)
- 1933 : Charlie Chan's Greatest Case de Hamilton MacFadden : le capitaine Hallett
- 1933 : Clancy of the Mounted (en) (serial, 12 épisodes) de Ray Taylor : inspecteur Cabot
- 1933 : Gordon of Ghost City (en) (serial, 12 épisodes) de Ray Taylor
- 1933 : L'Homme de Monterey (The Man from Monterey), de Mack V. Wright : Don Pablo Gonzales
- 1933 : Deux Femmes (Pilgrimage) de John Ford
- 1934 : Le Monde en marche (The World Moves On) de John Ford : le légionnaire dans le fossé (non crédité)
- 1934 : Judge Priest de John Ford : le juré no 12
- 1934 : Pirate Treasure de Ray Taylor
- 1934 : Murder in Trinidad de Louis King : Davenant
- 1934 : Charlie Chan's Courage d'Eugene Forde et George Hadden : Hewitt
- 1935 : Paris in Spring de Lewis Milestone
- 1935 : Steamboat Round the Bend de John Ford : Efe
- 1935 : Le Mouchard (The Informer) de John Ford : Flynn
- 1935 : Paddy O'Day de Lewis Seiler : Tom McGuire
- 1935 : This Is the Life, de Marshall Neilan
- 1936 : Je n'ai pas tué Lincoln (The Prisoner of Shark Island) de John Ford : Cpl. O'Toole
- 1936 : Educating Father de James Tinling
- 1936 : Le Secret de Charlie Chan (Charlie Chan's Secret) de Gordon Wiles : le capitaine du bateau
- 1936 : Charlie Chan at the Circus d'Harry Lachman: John Gaines
- 1936 : Une aventure de Buffalo Bill (The Plainsman) de Cecil B. DeMille : Anderson
- 1936 : Le Chant des cloches (Sins of Man) d'Otto Brower et Gregory Ratoff
- 1937 : Par trois longueurs (Checkers) de H. Bruce Humberstone
- 1937 : le Dernier négrier (Slave Ship) de Tay Garnett : Scraps
- 1938 : La Ruée sauvage (The Texans) de James Patrick Hogan : Oncle Dud
- 1938 : Les Pirates du micro (Kentucky Moonshine) de David Butler
- 1939 : La Chevauchée fantastique (Stagecoach) de John Ford : Billy Pickett (non crédité)
- 1939 : Vers sa destinée (Young Mr. Lincoln) de John Ford : Sam Boone (non crédité)
- 1939 : Sur la piste des Mohawks (Drums Along the Mohawk) de John Ford : Joe Boleo
- 1940 : Pago Pago, île enchantée (South of Pago Pago) d'Alfred E. Green
- 1940 : Diamond Frontier (en) d'Harold D. Schuster : Derek Bluje
- 1941 : Le Dernier des Duane (Last of the Duanes) de James Tinling
- 1943 : L'Étrange Incident (The Ox-Bow Incident) de William Wellman : Halva Harvey
- 1943 : Les Rois de la blague (Jitterbugs) de Malcolm St. Clair (non crédité)
- 1944 : Le Grand Boum (The Big Noise) de Malcolm St. Clair (non crédité)
- 1944 : La Passion du Docteur Holmes (The Climax) de George Waggner (non crédité)
- 1945 : Hangover Square de John Brahm : Ogilby, l'antiquaire
- 1945 : Wildfire (en) de Robert Emmett Tansey : Ezra Mills
- 1946 : Wake Up and Dream de Lloyd Bacon : le vieil homme au comptoir (non crédité)
- 1947 : La Vallée maudite (Gunfighters) de George Waggner : un cuisinier (non crédité)
- 1947 : Jenny et son chien (Driftwood) d'Allan Dwan
- 1948 : Eyes of Texas (en) de William Witney : Thad Cameron
- 1948 : Les Pillards (The Plunderers), de Joseph Kane
- 1950 : Le Convoi des braves (Wagon Master) de John Ford : M. Peachtree
- 1952 : L'Homme tranquille (The Quiet Man) de John Ford : Dan Tobin
- 1952 : Le Shérif de Tombstone (Toughest Man in Arizona) de R. G. Springsteen : Hanchette
- 1953 : Le soleil brille pour tout le monde (The Sun Shines Bright) de John Ford : Finney

### Coscénariste
- 1917 : The Tornado de John Ford